# Resolució 425 del Consell de Seguretat de les Nacions Unides
La Resolució 425 del Consell de Seguretat de les Nacions Unides aprovada el 19 de març de 1978, cinc dies després de la invasió israeliana del Líban, va demanar a Israel que retirés immediatament les seves forces del Líban i establí la Força Provisional de les Nacions Unides al Líban (FPNUL). Va ser aprovada per 12 vots contra cap; Txecoslovàquia i la Unió Soviètica es van abstenir i la República Popular de la Xina no hi va participar.

## El text de la resolució
| « | El Consell de Seguretat, Prenent nota de les cartes del Representant Permanent del Líban i del Representant Permanent d'Israel, havent escoltat la declaració dels Representants Permanents del Líban i Israel, Greument preocupada pel deteriorament de la situació a l'Orient Mitjà i les seves conseqüències per al manteniment de la pau internacional, convençuda que la situació actual impedeix l'assoliment d'una pau justa a l'Orient Mitjà, 1. Crida l'estricte respecte de la integritat territorial, la sobirania i la independència política del Líban dins de les seves fronteres internacionalment reconegudes; 2. Demana a Israel que cessi immediatament la seva acció militar contra la integritat territorial del Líban i retiri immediatament les seves forces de tot el territori libanès; 3. Decideix, a la llum de la petició del Govern del Líban, establir immediatament sota la seva autoritat una força provisional de les Nacions Unides per al sud del Líban amb la finalitat de confirmar la retirada de les forces israelianes, restablir la pau i la seguretat internacionals i ajudar al Govern del Líban a garantir el retorn de la seva autoritat efectiva a la zona, la Força que es compondrà de personal procedent d'Estats Membres; 4. Demana al Secretari General que informi al Consell dins de les vint-i-quatre hores sobre l'aplicació de la present resolució. | » |

## Resum
Les tropes de la Força Provisional de les Nacions Unides a Líban (UNIFIL) van arribar al Líban el 23 de març de 1978, només quatre dies després de la resolució. Israel va retirar les seves forces abans de juny. Més tard, Israel va expandir la seva ocupació en una invasió a gran escala al juny de 1982, en què les tropes israelianes van ocupar la capital Beirut. Altres atacs importants al Líban es van produir al juliol de 1993 i abril de 1996.
Al maig de 2000, més de 22 anys després de la resolució 425, Israel va retirar les seves tropes del sud del Líban. Abans de la retirada, les veus d'oposició a l'interior d'Israel van pressionar el govern perquè es retirés del Líban, ja que no veien cap raó vàlida per mantenir-s'hi i atacar als libanesos.
1632/5000

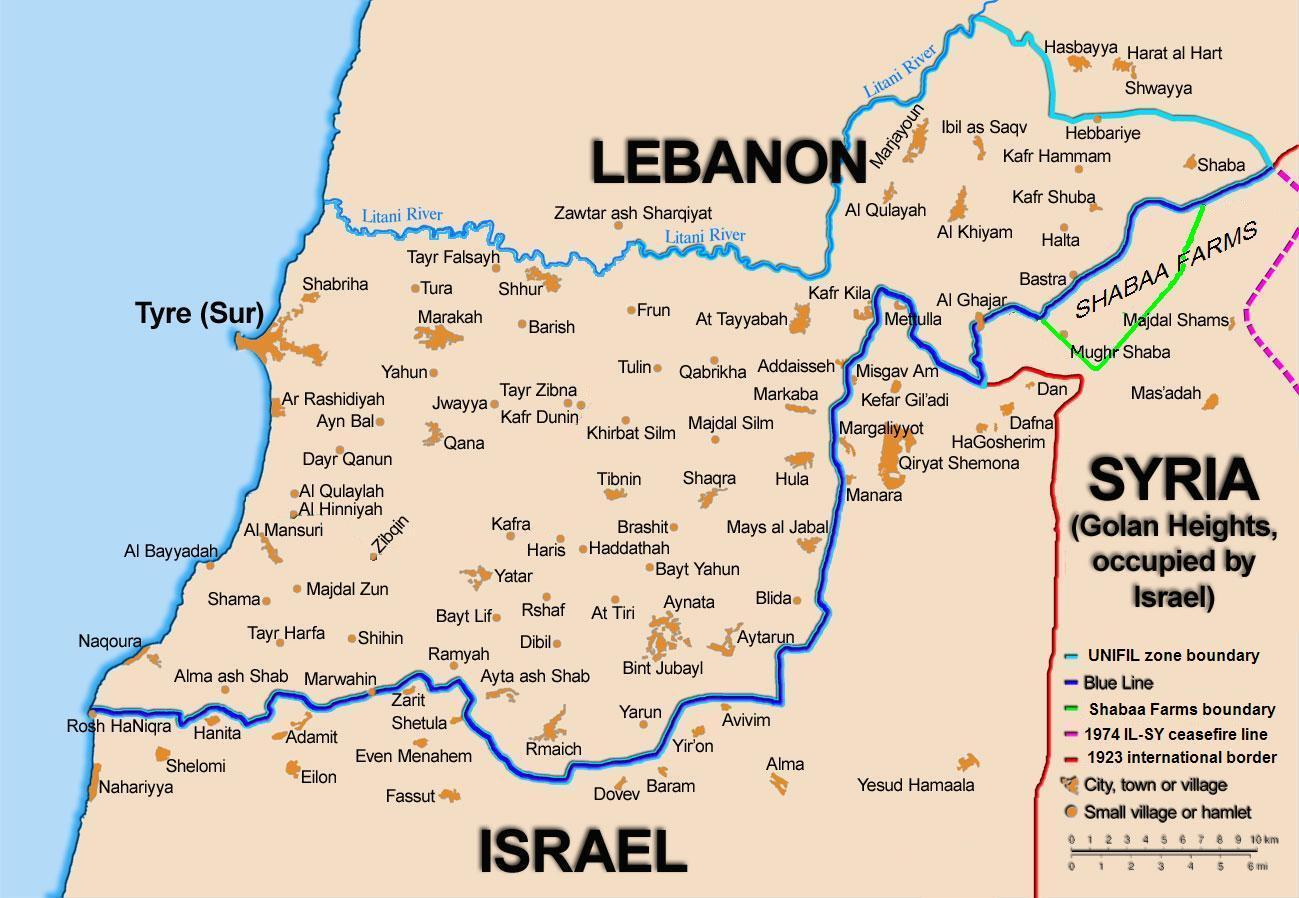
La línia Blava cobreix la frontera libanesa-israeliana; una extensió cobreix la frontera del Líban-Alts del Golan.

El secretari general de l'ONU va concloure que, el 16 de juny de 2000, Israel havia retirat efectivament les seves forces del Líban, d'acord amb la resolució 425 (1978). La frontera reconeguda per l'ONU es coneix com a "Línia Blava".
El Líban, tanmateix, afirma que Israel segueix mantenint terra libanesa sota la seva ocupació, principalment a les Granges de Xebaa. Israel diu que les Granges de Xebaa és síria i no libanesa i, per tant, no està inclosa en la resolució 425.
El Líban no ha ampliat el control sobre el sud del Líban, encara que ho va demanar a la Resolució 1391 del Consell de Seguretat de les Nacions Unides de 2002 i instat per la Resolució 1496 del Consell de Seguretat de les Nacions Unides de 2003. Israel ha presentat múltiples queixes sobre la conducta del Líban.

## Violacions de la resolució
Immediatament després de la retirada, els avions israelians van creuar la Línia Blava gairebé tots els dies, penetrant profundament en l'espai aeri del Líban.
Des de mitjans de desembre de 2005, el nombre de violacions aèries israelianes ha disminuït. Els vaixells de guerra israelians també van continuar violant les aigües territorials libaneses. El 22 d'octubre de 2005 va desaparèixer un pescador libanès. El seu vaixell va encallar a Israel, i va ser retornat per l'exèrcit israelià. Hi havia una sèrie de bales a la barca. Les FDI van explicar que havien obert foc com a precaució en cas que el vaixell quedés atrapat, però que ja estava buit aleshores. Es va informar de molts altres incidents al llarg de la línia blava com a trets i atacs transfronterers. Tant el Líban com Israel han presentat múltiples queixes sobre les violacions de l'altra part.
Hesbol·là, un grup xiïta que exerceix la sobirania de facto sobre gran part de la governació del Líban-Sud, va rebutjar la Resolució 425 i segueix iniciant atacs contra tropes israelians de tant en tant, principalment a l'àrea de les Granges de Xebaa. El Líban també demana a Israel que alliberi els presoners de guerra i lliuri els mapes de mines terrestres a la zona que estava sota la seva ocupació.